# Piers de Raveschoot

Wapen van de familie Piers de Raveschoot

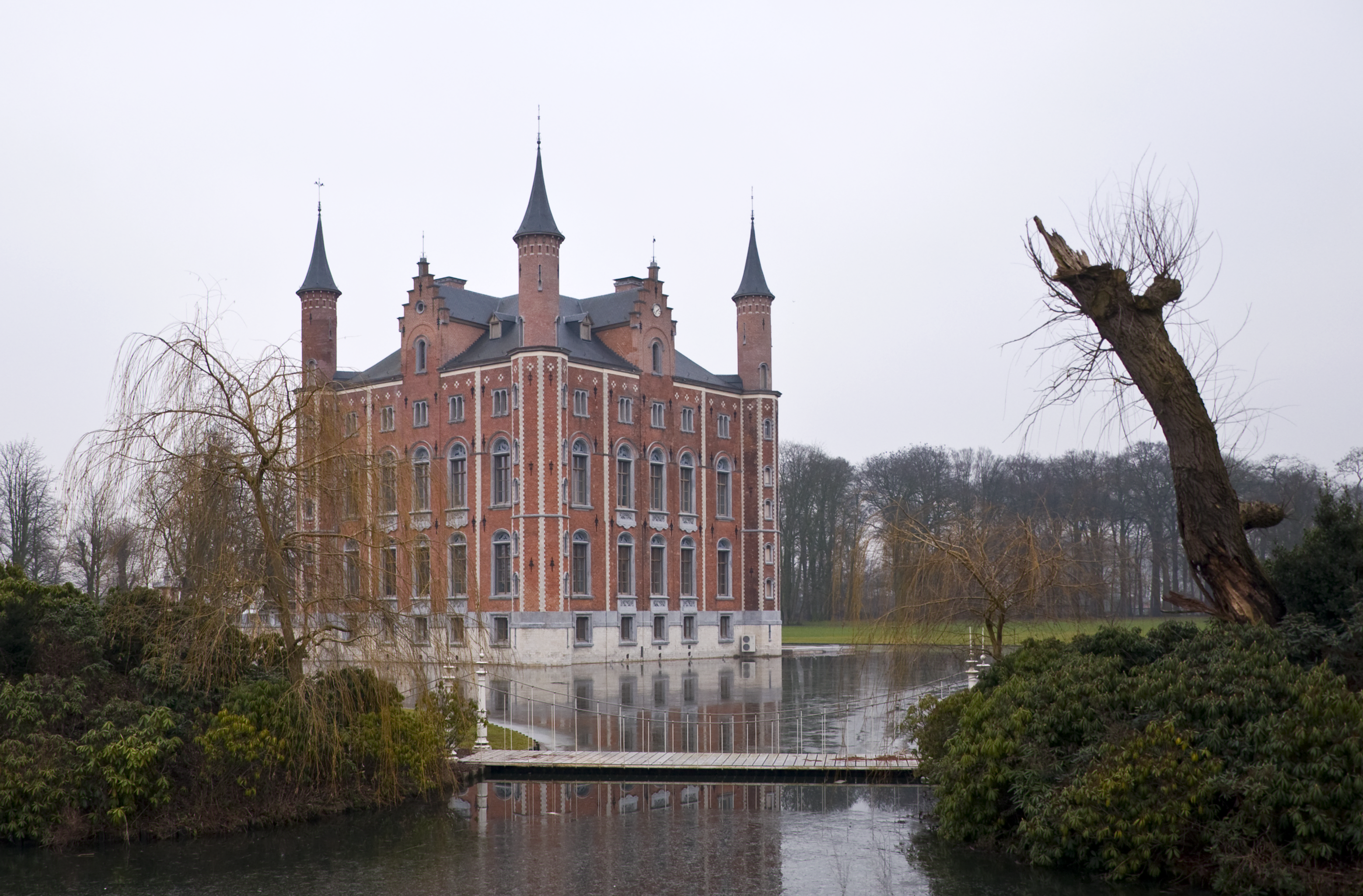
Kasteel Piers de Raveschoot in Olsene

Piers de Raveschoot, oorspronkelijk Piers, is een Zuid-Nederlandse adellijke familie, voornamelijk in Oost-Vlaanderen gevestigd.

## Geschiedenis
Het geslacht Piers is oorspronkelijk van Eperlecques, in de nabijheid van Sint-Omaars (Pas-de-Calais, Frankrijk). Rond 1515 huwde Nicaise Piers (1490-1557) met Adrienne de Bersaques (1503-1563), dochter van Philippe, heer van Welle, kapitein van Eperlecques, en van Jacqueline de Wailly, vrouwe van Monnecove. Hun zoon Charles Piers (1522-1595), studeerde te Leuven tussen 1538 en 1541 en werd in 1540 benoemd tot kanunnik en dan deken (1555) van het Kathedraal van Sint-Omaars door zijn oudoom Oudart de Bersacques (1492-1557), proost van St. Omaars en Keizerlijk Aalmoezenier, terwijl zijn broer Gérard Piers, toen 80 oud, in 1596 van zijn neef Philippe de Bersacques belangrijke heerlijkheden vlak bij Eperlecques (Welle, Monnecove, Hollingues) en ook dicht bij Kortrijk (Nieuwehuysse te Kuurne) erfde. Gérard Piers stierf in 1597, en zijn zoon Charles I erfde van de voornoemde heerlijkheden. Zijn zoon, Charles II Piers (1588-1645), licentiaat in beide rechten (Dowaai, 1610), heer van Welle, Monnecove, Nieuwehuysse enz. vestigde zich in 1616 te Kortrijk waar hij schepen en weesheer van de weeskamer werd. Diens zoon Charles III (1620-1688), heer van Welle, Monnecove, Nieuwehuysse enz. werd burgemeester van Kortrijk in 1687.
De naam Piers dook in Olsene op toen Jan Piers (1654-1706), zoon van Charles III, heer van Welle enz., geboren in Kuurne er in 1692 trouwde met Margaretha Lanchals (1655-1721), dochter van de toenmalige Olsene kasteelheer en afstammelinge van de bekende Pieter Lanchals. Jan Karel Piers (1698-1767), heer van Welle, zoon van vornoemde, erfde van zijn oom Donaat Maximiliaan Lanchals(+1727), baron van Exaerde, heer van Olsene enz. het oud kasteel van Olsene en belangrijke landerijen te Olsene, Zulte, en elders in Vlaanderen. Hij huwde in 1732 met jonkvrouw Maria Theodora Triest (1702-1760), vrouwe van Raveschoot, langs wie de heerlijkheid Raveschoot bij de familie Piers terechtkwam.
De stamvader van de in leven zijnde generatie van deze familie was Augustin Piers (1737-1809), heer van Raveschoot, zoon van voornoemde Jan Karel Piers. Hij was licentiaat in de rechten en trouwde in 1776 met Marie-Josèphe de Neve (1744-1806). Ze waren de ouders van Philippe en Eugène Piers de Raveschoot (1783-1837).

## Philippe Piers de Raveschoot
Philippe Joseph Piers de Raveschoot (Gent, 3 maart 1781 - Den Haag, 6 december 1825), zoon van Auguste, trouwde in 1810 met Nathalie de Ghellinck (1776-1855). Ze bleven kinderloos.
In 1816, ten tijde van het Verenigd Koninkrijk der Nederlanden, werd hij erkend in de erfelijke adel en benoemd in de Ridderschap van Oost-Vlaanderen. In 1819 werd hij burgemeester van Gent en bleef dit tot aan zijn dood. Hij was ook lid van de Provinciale Staten van Oost-Vlaanderen.

## Eugène Piers de Raveschoot
Eugène Piers de Raveschoot (1783-1837) werd op 1 juli 1826 door de Ridderschap verkozen als lid van de Provinciale Staten van Oost-Vlaanderen. Hij werd burgemeester van Olsene (1825-1836) en Belgisch senator (1831-1835). Hij was getrouwd met Rosalie Coppens (1797-1841).
In tegenstelling tot zijn broer Philippe Piers, vroeg Eugène geen adelserkenning aan. Dit deden dan wel zijn twee zoons, Polydore (postuum) en Alfred (zie hierna).

## Polydore Piers de Raveschoot
Polydore Joseph Ghislain Piers de Raveschoot (Gent, 28 juli 1830 - Olsene, 24 juli 1872), trouwde in 1852 met Marie Surmont de Volsberghe (1829-1902), dochter van Charles Surmont de Volsberghe, lid van het Nationaal Congres. Ze hadden vijf zonen die voor nageslacht zorgden, voor twee onder hen tot heden. Vier van hen werden burgemeester van Olsene. Polydore was de bouwer van het nieuwe Kasteel van Olsene.
Polydore Piers werd burgemeester van Olsene en lid van de provincieraad van Oost-Vlaanderen. Het is pas veertien jaar na zijn dood dat zijn weduwe postuum in zijn naam erkenning van erfelijke adel verkreeg en ook voor alle afstammelingen de toevoeging van de Raveschoot aan de familienaam verkreeg. 
- Léon Piers de Raveschoot (1853-1892) werd burgemeester van Olsene. Hij trouwde in 1881 met barones Jeanne de Loën d'Enschedé (1863-1955), dochter van senator Ferdinand de Loën d'Enschedé. Het gezin bleef kinderloos.
- Eugène Piers de Raveschoot (1855-1905) trouwde met barones de Crombrugghe de Picquendaele (1855-1928). Ze hadden drie dochters en een zoon, die trouwde, maar kinderloos bleef.
- Joseph Piers de Raveschoot (1860-1899) trouwde met Maud Smith-Pygott 1863-1935). Ze hadden twee dochters en geen verder nageslacht.
- Stanislas Piers de Raveschoot (1868-1946) werd burgemeester van Olsene in 1916 en bleef het tot aan zijn dood. Hij trouwde met Gabrielle de Moerman d'Harlebeke (1868-1899) en trad in tweede huwelijk met Anna Stas de Richelle (1873-1949). Uit de twee huwelijken had hij zeven dochters en twee zoons, van wie de jongste een beperkt nageslacht had.
- Gabriel Piers de Raveschoot (1870-1916) werd burgemeester van Olsene van 1899 tot 1903, en trouwde in 1900 met Elisabeth Vergauwen (1875-1963), van wie er talrijk nageslacht tot heden is.

## Alfred Piers de Raveschoot
Alfred Joseph Ghislain Piers de Raveschoot (Gent, 20 oktober 1831 - Melle, 15 juli 1897) kreeg erkenning van erfelijke adel in 1886, samen met de weduwe van zijn broer. Het jaar voordien had hij vergunning gekregen om de Raveschoot aan zijn naam toe te voegen. Hij stierf als vrijgezel.